# Untergreuth (Gemeinde Finkenstein am Faaker See)
Untergreuth (slow.: Spodnje Rute) ist eine Ortschaft der Gemeinde Finkenstein am Faaker See mit 57 Einwohnern (Stand 1. Jänner 2024) im Bezirk Villach-Land in Kärnten, Österreich.

## Geographische Lage
Untergreuth liegt südöstlich vom Faaker See.

## Infrastruktur
Durch Untergreuth führt die Rosental Straße. Die Linie 5194 fährt die Haltestelle Latschach ob dem Faaker See Abzw Untergreuth an.